# 10160 Totoro
10160 Totoro este o planetă minoră (asteroid), cu un diametru de 3,105 km, din centura de asteroizi. A fost descoperită pe 31 decembrie 1994 la Observatorul Ōizumi de Takao Kobayashi și a fost numită după Totoro⁠(d). 
Obiectul prezintă o orbită caracterizată de o semiaxă mare de 2,4001672 UAi, o excentricitate de 0,13, o înclinație de 6,87172 ° în raport cu ecliptica.